# Bastien Salabanzi
Bastien Salabanzi (Toulon, 1985. november 18. –) profi francia gördeszkás. 
Salabanzi 9 évesen kezdte pályafutását a gördeszkás világban, tehetségét hamar észrevette egy touloni gördeszkás bolt, aki le is szponzorálta a fiatal deszkást. Első versenyét 11 évesen nyerte Marseille-ben. 
Az első hely garantálta a Vans által megrendezett Calofornia-i versenyre a kvalifikációt, ekkor repült először az USA-ba.
2004-ben a dobogón állhatott street kategóriában az X Games-en.
A gyorsan jött sikerek Bastient a drogok irányába terelték, melynek következtében 2006-ban minden szponzora megvált tőle, majd visszatért szülőhazájába.
2008-ban szerencsére hatalmas visszatérésnek lehettek szemtanúi a Metz-ben tartott Globe rendezvény szemlélői, ugyanis Salabanzi bezsebelte az első helyet.
Azóta a pályafutása felfelé ível és sorra halmozza a győzelmeket, és dobogós helyezései számát

## Szponzorai
- Jart Skateboards
- Rusty
- HawaiiSurf skateshop
- Dixie Five
- Type S
- Theeve Trucks